# Kırklareli (tartomány)
Kırklareli tartomány Törökország egyik tartománya az ország európai részén, a Márvány-tengeri régióban, az egykori Trákia területén. Székhelye Kırklareli városa.

## Földrajz
Északon, 180 km-en Bulgária határolja, keleten pedig a Fekete-tenger. A szomszédos tartományok nyugaton Edirne, délen Tekirdağ, délkeleten pedig İstanbul. A tartomány északi részén húzódik a Yıldız-hegység (török nevének jelentése: csillag, bolgárul Sztrandzsa-hegység).

## Körzetei
A tartománynak nyolc körzete van:
- Babaeski
- Demirköy
- Kırklareli
- Kofçaz
- Lüleburgaz
- Pehlivanköy
- Pınarhisar
- Vize